# Masakra w Pekinie (1994)
Masakra w Pekinie – zdarzenie, które miało miejsce 20 września 1994 roku w dzielnicy Jianguomen w Pekinie, stolicy Chińskiej Republiki Ludowej. Uzbrojony w karabin szturmowy 29-letni żołnierz armii chińskiej Tian Mingjian zastrzelił kilka osób w bazie wojskowej, po czym wyszedł na ulice miasta i zaczął strzelać do przypadkowych osób, zabijając 17 kolejnych ludzi i raniąc dziesiątki innych, po czym został zastrzelony przez wojskowego snajpera. Wśród ofiar był irański dyplomata i jego 9-letni syn, a także wojskowi. Jest to najkrwawsza masowa strzelanina w historii Chin.
Motywem sprawcy była chęć zemsty na rządzie Chin i na społeczeństwie za tzw. politykę jednego dziecka, prowadzoną przez rząd chiński – żona sprawcy była w ciąży i miała urodzić drugie dziecko Tianowi, co naraziłoby go jednak na represje ze strony rządu chińskiego.